# Higuraši no naku koro ni
Higuraši no naku koro ni (japonsky ひぐらしのなく頃に; v překladu Když pláčou cikády) je japonská hororově-mysteriózní série nezávislých vizuálních románů, které vytvořil tým vývojářů z 07th Expansion. Série je prvními dvěma díly ve franšíze When They Cry a její příběh se zaměřuje na skupinu mladých lidí, kteří žijí ve fiktivní vesnici, ve které se v roce 1983 dějí nezvykle podivné události.
Videohry byly vyvinuty na herním enginu NScripter pro operační systém Microsoft Windows; první z nich, pojmenovaná Onikakuši-hen, byla vydána 10. srpna 2002 a osmá závěrečná, nesoucí název Macuribajaši-hen, 13. srpna 2006. První čtyři videohry jsou souhrnně pojmenované jako Higuraši no naku koro ni a tvoří první díl ve stejnojmenné franšíze, přičemž další čtyři videohry se společně jmenují Higuraši no naku koro ni: Kai (japonsky ひぐらしのなく頃に解) a jsou považované za druhý díl franšízy. Bonusový obsah byl vydán 31. prosince 2006 pod názvem Higuraši no naku koro ni: Rei (japonsky ひぐらしのなく頃に礼). Vedle původní série vznikly mangy a videohry pro PlayStation 2 a Nintendo DS, které svými příběhovými oblouky rozšířily hlavní příběh. Původních osm videoher vydala mezi lety 2009 a 2010 v angličtině společnost MangaGamer.
Na základě série vzniklo několik CD rozhlasových her, které byly především vydány společnostmi Frontier Works a Wayuta. Nakladatelství Kódanša publikovalo mezi srpnem 2007 a březnem 2009 light novely adaptující původní příběh vizuálních románů. Ten se dočkal adaptace také v podobě mang od několika různých tvůrců, které vydávala společnost Square Enix a nakladatelství Kadokawa Šoten. Yen Press licencoval mangu v Severní Americe a vydával ji v angličtině.
V Japonsku byly mezi lety 2006 a 2007 premiérově odvysílány dvě řady televizního anime seriálu, na kterých pracovalo studio Studio Deen a které režíroval Čiaki Kon. Třetí řada byla v podobě OVA epizod, o jejichž režii se postaral Tošifumi Kawase, vydána v únoru 2009. Vysílací práva k prvnímu anime seriálu odkoupila v roce 2007 společnost Geneon Entertainment, ta však roku 2011 vypršela, poté odkoupil u obou anime seriálů a OVA epizod vysílací práva Sentai Filmworks. Hraný film, jenž režíroval a napsal Ataru Oikawa, byl v japonských kinech uveden v květnu 2008, přičemž jeho pokračování bylo vydáno v dubnu roku 2009. Šestidílný hraný televizní seriál Tórua Ócuky byl premiérově odvysílán v květnu 2016. Čtyřdílné pokračování mělo premiéru v listopadu téhož roku. Na režisérské křeslo nového televizní anime seriálu usedl Keiičiró Kawaguči a na scénář dohlížel Naoki Hajaši. Seriál produkovalo studio Passione a byl premiérově vysílán od října 2020 do března 2021. Jeho pokračování mělo premiéru v červenci 2021.

## Příběh
Celý příběh anime seriálu se odehrává v malé vesnici Hinamizawa. Chlapec jménem Keiiči se s rodinou nastěhuje do této vesnice a začne chodit do místní školy. Je v ní jen jedna třída, kde učí děti všech ročníků jen jedna učitelka. Ve škole se seznámí s budoucími kamarádkami Renu a Mion, které jsou přibližně stejně staré jako on, a dvěma mladšími, Satoko a Riku. Těchto pět dětí po obědě a po vyučování tráví čas hraním her v jejich vlastním klubu, který je i jediným na celé škole. Hrají různé hry, ať už karetní nebo stolní, ale vždy když někdo prohraje, musí podstoupit nějaký trest.
Později se Keiiči dozví, že před čtyřmi lety se v Hinamizawě stala nehoda, při níž hlavní stavitel přehrady, která tu měla být postavena, za záhadných okolností zemřel. Potom se dozví i o každoroční slavnosti watanagaši, kde všichni obyvatelé Hinamizawy vzdávají poctu svému místnímu bohu Ojaširovi, ale každoročně na druhý den po této slavnosti jeden člověk zemře a jeden se záhadně ztratí. Toto se děje už čtyři roky, přičemž první obětí byl stavitel přehrady. Místní lidé to nazývají Ojaširova kletba a vykládají si tak, že Ojaširo trestá každý rok dva lidi za to, že buď ublížili vesnici, nebo se proti ní nějak spikli.